# Insulinu sličan faktor rasta II IRES
Insulinu sličan faktor rasta II IRES (IGF-II) je prisutno na 5' UTR IGF-II vodećeg iRNK lanca. Ovaj RNK element omogućava kap-nezavisnu translaciju iRNK molekula i smatra se da ova familija može da omogući kontinualnu IGF-II produkciju u ćelijama koji se brzo dele tokom razvića.

## Spoljašnje veze
- strana za Insulin-like growth factor II IRES